# Римская звезда
«Римская звезда» — альтернативно-исторический роман Александра Зорича, повествующий о судьбе римского поэта. В 9 году нашей эры Публий Овидий Назон «Науки любви» был внезапно изгнан из Рима и сослан в город Томы на берегу Чёрного моря. Причины такого решения Октавиана Августа Цезаря неизвестны. Александр Зорич предлагает свой взгляд на эту загадку.

## Главы
Игра в Овидия Предисловие:
1. Поэт Назон гибнет от рук кочевников
2. Назона выгоняют из поэзии, и он учит сарматский
3. Назон идёт в парфюмеры и получает по голове дубиной
4. Назон плывёт домой
5. Назон чистит трубы
6. Назон встречает бога
7. Назон устраивает счастье

Глоссарий

## Сюжет
Овидий со своим другом Рабирием приезжают на виллу «Секунда» по приглашению хозяина — самого Римского императора Цезаря. Там им велят ни в коем случае не входить во флигель с золотой звездой. Но волею судеб, разгорячённые спором, друзья нарушают это правило.
Рабирий доносит Цезарю — и бывшего «поэта номер один» отправляют в ссылку. Овидий недоумевает, за что его так наказывают, ведь за дверью со звездой просто жил некий старик, который фамильярно отзывался о теперешнем правителе.
В ссылке его мучает неотступная страсть: вернуться в Рим, и увидеть любимую жену, отомстить предателю Рабирию, и наконец узнать в чём состоит тайна двери с золотой звездой, но для этого главному герою нужно совершить практически невозможное: Овидию предстоит изменить себя.

## Персонажи
- Публий Овидий Назон — римский поэт, главный герой «Римской звезды»
- Рабирий — поэт, друг главного героя, из-за его доноса Назона изгнали из Рима
- Цезарь — римский правитель, сославший Назона в Томы
- Барбий — бывший гладиатор. Друг Назона. Во время ссылки главный герой учился у него военному делу
- Маркисс — ссыльный, живший в Томах, ставший другом Назону во время ссылки
- Филолай (Угорь) — колдун из племени сарматов, спасший Назона от смерти
- Фабия — возлюбленная жена Назона
- Терцилла — возлюбленная Барбия

## Оценки
По мнению одного из рецензентов — Дмитрия Володихина: «„Римская звезда“ — серьёзная творческая удача Александра Зорича, свидетельство интеллектуального и эстетического роста, она достойна серьёзного и основательного литературоведческого разбора. К настоящему времени это, может быть, лучшая работа Александра Зорича».

## Аудиокнига
Роман издан Эксмо-Сидиком, Sound Time в виде аудиокниги на одном CD и находится в продаже с 2008 года. Читает Александр Хорлин. Время звучания: 8 часов 35 минут

## Издания
- Александр Зорич. Римская звезда. Роман. — М.: «АСТ», 2007. — 286 с. — (Интеллектуальный детектив).
- Александр Зорич. Римская звезда. — М.: АСТ, 2010. — 349 с.